# 伊藤有希
伊藤 有希（いとう ゆうき、1994年5月10日 - ）は、北海道下川町出身の女子スキージャンプ選手である。北海道下川商業高等学校卒業、土屋ホーム所属。2014年ソチオリンピック・2018年平昌オリンピック・2022年北京オリンピック日本代表。世界選手権2013年混合団体金メダリスト、2015年・2017年個人銀メダリスト。スキージャンプ・ワールドカップ女子9勝（2023/24シーズン第16戦終了時）。

## 来歴・人物
父方に伊藤直人をはじめ全国大会上位に入賞したジャンプ選手を持ち、母方には実母の北嶋真智恵（留萌中-札幌第一－日体大）などアルペンの全国大会上位入賞者を持つスキー一家である。弟の伊藤将充もスキージャンプ選手。4歳の時、父の伊藤克彦がコーチを務める下川ジャンプ少年団でスキージャンプを始めた。2006年夏には日本最年少の小学6年生にして大倉山ジャンプ競技場を飛んで注目を集める。
翌2007年3月に札幌で行われたFISコンチネンタルカップでは日本人最高の4位入賞を果たし、翌日には2本目に最長不倒の95mをマークして3位に浮上し、女子コンチネンタルカップ史上最年少で表彰台に登った。2009年2月にはリベレツ（ チェコ）で開催された世界選手権に初出場。2011年3月9日、蔵王ジャンプ競技場でのコンチネンタルカップで国際大会初優勝を果たした。
2011年はオテパー（ エストニア）で開催されたノルディックスキージュニア世界選手権に出場し3位。
2013年2月にヴァル・ディ・フィエンメ（ イタリア）で開催された世界選手権の混合団体に伊東大貴、高梨沙羅、竹内択とともに出場し、金メダルを獲得。
2013年4月、同郷の葛西紀明が監督を兼務する土屋ホームへ入社。2013-14シーズンのワールドカップでは序盤の2戦を除いて一桁順位の成績を残し続け、2014年1月18日に蔵王で行われたワールドカップで2位に入り、初めて表彰台に登壇した。ソチオリンピック（ ロシア）では、1本目で97.5mを飛んで10位につけると、2本目は全選手中2位の101.0mを飛んで順位をあげ7位入賞を果たした。競技後、「2回目は吹っ切れた感じで、納得できるジャンプができた。本当に充実した五輪だった」とコメント。ただ1回目の出来には納得がいかず、「そろえられなかったのが残念」とコメントした。五輪後のW杯でも安定した成績を残し、4度表彰台登壇。最終戦プラニツァ大会（ スロベニア）の結果により逆転で総合3位入賞を達成した。このシーズンは個人戦16戦に出場し、14戦で1桁順位に入った。
2014-15シーズンは開幕よりW杯での表彰台登壇はなく、世界選手権までの最高成績は2月1日のヒンツェンバッハ大会（ オーストリア）での4位。2月20日、ファールン（ スウェーデン）で開催された世界選手権個人ノーマルヒルでは1本目89.0mで4位となると、2本目で93.0mを飛んで2位に順位をあげ、銀メダルを獲得した。混合団体でも銅メダルを獲得。世界選手権後の宮様スキー大会では高梨を抑えて4年ぶりにノーマルヒル、ラージヒルの2冠を達成。W杯は3月13日の最終戦オスロ大会（ ノルウェー）でも7位でシーズンを通して表彰台登壇はできなかったが、総合で5位に入った。
2015-16シーズンはワールドカップ第3戦のニジニ・タギル（ ロシア）で2位となり2シーズンぶりにワールドカップ表彰台に立った。その後、第7戦の蔵王で5位、第15戦のラハティ（ フィンランド）で3位に入り、総合8位となった。
2016-17シーズンはワールドカップ開幕戦・第2戦のリレハンメル（ ノルウェー）で連続2位、第5戦オーベルストドルフ（ ドイツ）で3位に入り、好位を維持する。そして、第7戦札幌で1本目に95.0mで首位に立ち、2本目はこの日の最長不倒となる96.0mを飛んで、2位の高梨沙羅に12ポイント以上の差をつけて、ワールドカップ初優勝達成すると、翌週蔵王での第9・10戦で連勝、平昌（ 韓国）での第17戦、オスロでの最終戦で合計5勝を挙げ、自己最高の総合2位に入った。またラハティで開催された世界選手権では2大会連続の個人銀メダルと混合団体銅メダルを獲得した。
2017-18シーズンは海外勢の台頭により、表彰台登壇は第2戦リレハンメル、第8戦蔵王、第13戦オスロのみだったが、15戦中13戦トップ10に入り、総合4位だった。平昌オリンピックは9位と2大会連続の入賞とはならなかった。
2018-19シーズン以降はワールドカップでは表彰台に届かず、2018-19、 2019-20シーズン共に総合12位、2020-21シーズンは総合14位だった。世界選手権も2019年ゼーフェルト大会（ オーストリア）は個人15位、混合団体5位で、この大会から採用された女子団体は6位であった。2021年オーベルストドルフ大会（ ドイツ）でもノーマルヒル11位、女子団体4位、混合団体5位、ラージヒル13位と、メダル獲得をできなかった。

## 主な成績

### 冬季オリンピック
- 2014年ソチオリンピック（ ロシア）
  - 個人ノーマルヒル 7位
- 2018年平昌オリンピック（ 韓国）
  - 個人ノーマルヒル 9位
- 2022年北京オリンピック（ 中国）
  - 個人ノーマルヒル 13位
  - 混合団体 4位（高梨沙羅、佐藤幸椰、伊藤有希、小林陵侑）

### 世界選手権
- 2009年リベレツ大会（ チェコ）
  - 個人ノーマルヒル 17位
- 2011年オスロ大会（ ノルウェー）
  - 個人ノーマルヒル 15位
- 2013年ヴァル・ディ・フィエンメ大会（ イタリア）
  - 個人ノーマルヒル 20位
  - 混合団体 優勝（伊藤有希、竹内択、高梨沙羅、伊東大貴）
- 2015年ファールン大会（ スウェーデン）
  - 個人ノーマルヒル 2位
  - 混合団体 3位（高梨沙羅、葛西紀明、伊藤有希、竹内択）
- 2017年ラハティ大会（ フィンランド）
  - 個人ノーマルヒル 2位
  - 混合団体 3位（高梨沙羅、竹内択、伊藤有希、伊東大貴）
- 2019年ゼーフェルト大会（ オーストリア）
  - 個人ノーマルヒル 15位
  - 女子団体 6位（伊藤有希、岩渕香里、丸山希、高梨沙羅）
  - 混合団体 5位（伊藤有希、佐藤幸椰、高梨沙羅、小林陵侑）
- 2021年オーベルストドルフ大会（ ドイツ）
  - 個人ノーマルヒル 11位
  - 個人ラージヒル 13位
  - 女子団体 6位（伊藤有希、勢藤優花、丸山希、高梨沙羅）
  - 混合団体 5位（伊藤有希、佐藤幸椰、高梨沙羅、小林陵侑）

### ジュニア世界選手権
- 2008年ザコパネ大会（ ポーランド）
  - 個人 18位
- 2009年シュトルプスケー・プレソ大会（ スロバキア）
  - 個人 10位
- 2010年ヒンターツァルテン大会（ ドイツ）
  - 個人 17位
- 2011年オテパー大会（ エストニア）
  - 個人 3位
- 2012年エルズルム大会（ トルコ）
  - 個人 7位
  - 団体 優勝（高梨沙羅、伊藤有希、山田優梨菜、岩渕香里）
- 2013年リベレツ大会 ( チェコ)
  - 個人 12位
  - 団体 5位（小林諭果、山口瑞貴、伊藤有希、高梨沙羅）
- 2014年ヴァル・ディ・フィエンメ大会（ イタリア）
  - 個人 4位
  - 団体 優勝（伊藤有希、岩佐明香、山田優梨菜、高梨沙羅）

### ワールドカップ
- 通算 優勝9回 2位10回 3位9回（2023/24シーズン第16戦終了時）
- 初出場 2012年2月4日  オーストリア・ヒンツェンバッハ大会
- 初表彰台 2014年1月18日 蔵王大会（2位）
- 初優勝 2017年1月14日 札幌大会（宮の森）

| 個人総合成績 | 個人総合成績 | 個人総合成績 | 個人総合成績 | 個人総合成績 | 個人総合成績 | 個人総合成績 |
| シーズン     | 総合         | 優勝         | 準優勝       | 3位          | 備考         |              |
| ------------ | ------------ | ------------ | ------------ | ------------ | ------------ | ------------ |
| 2011/12      | 20位         | 0回          | 0回          | 0回          | 最高順位8位  |              |
| 2012/13      | 18位         | 0回          | 0回          | 0回          | 最高順位10位 |              |
| 2013/14      | 3位          | 0回          | 3回          | 2回          |              |              |
| 2014/15      | 5位          | 0回          | 0回          | 0回          | 最高順位4位  |              |
| 2015/16      | 8位          | 0回          | 1回          | 1回          |              |              |
| 2016/17      | 2位          | 5回          | 4回          | 2回          |              |              |
| 2017/18      | 4位          | 0回          | 1回          | 2回          |              |              |
| 2018/19      | 12位         | 0回          | 0回          | 0回          | 最高順位5位  |              |
| 2019/20      | 12位         | 0回          | 0回          | 0回          | 最高順位4位  |              |
| 2020/21      | 14位         | 0回          | 0回          | 0回          | 最高順位5位  |              |
| 2021/22      | 8位          | 0回          | 0回          | 1回          |              |              |
| 2022/23      | 8位          | 2回          | 0回          | 0回          |              |              |
| 2023/24      | 4位          | 2回          | 1回          | 1回          |              |              |
| 合計         | ----         | 9回          | 10回         | 9回          |              |              |

#### 表彰台
| ワールドカップ個人表彰台 | ワールドカップ個人表彰台 | ワールドカップ個人表彰台 | ワールドカップ個人表彰台 | ワールドカップ個人表彰台 |
| シーズン                 | 開催日                   | 開催地                   | HS                       | 成績                     |
| ------------------------ | ------------------------ | ------------------------ | ------------------------ | ------------------------ |
| 2013/14                  | 1月18日                  | 蔵王                     | 100                      | 準優勝                   |
| 2013/14                  | 3月1日                   | ルシュノヴ               | 100                      | 3位                      |
| 2013/14                  | 3月8日                   | オスロ                   | 134                      | 3位                      |
| 2013/14                  | 3月15日                  | ファルン                 | 100                      | 準優勝                   |
| 2013/14                  | 3月22日                  | プラニツァ               | 139                      | 準優勝                   |
| 2015/16                  | 12月13日                 | ニジニ・タギル           | 97                       | 準優勝                   |
| 2015/16                  | 2月19日                  | ラハティ                 | 100                      | 3位                      |
| 2016/17                  | 12月2日                  | リレハンメル             | 100                      | 準優勝                   |
| 2016/17                  | 12月3日                  | リレハンメル             | 100                      | 準優勝                   |
| 2016/17                  | 1月7日                   | オーベルストドルフ       | 137                      | 3位                      |
| 2016/17                  | 1月14日                  | 札幌・宮の森             | 100                      | 優勝(1)                  |
| 2016/17                  | 1月15日                  | 札幌・宮の森             | 100                      | 準優勝                   |
| 2016/17                  | 1月20日                  | 蔵王                     | 103                      | 優勝(2)                  |
| 2016/17                  | 1月21日                  | 蔵王                     | 103                      | 優勝(3)                  |
| 2016/17                  | 1月28日                  | ルシュノヴ               | 100                      | 3位                      |
| 2016/17                  | 2月15日                  | 平昌                     | 109                      | 優勝(4)                  |
| 2016/17                  | 2月16日                  | 平昌                     | 109                      | 準優勝                   |
| 2016/17                  | 3月12日                  | オスロ                   | 134                      | 優勝(5)                  |
| 2017/18                  | 12月2日                  | リレハンメル             | 98                       | 3位                      |
| 2017/18                  | 1月21日                  | 蔵王                     | 102                      | 準優勝                   |
| 2017/18                  | 3月11日                  | オスロ                   | 134                      | 3位                      |
| 2021/22                  | 3月6日                   | オスロ                   | 134                      | 3位                      |
| 2022/23                  | 2月5日                   | ヴィリンゲン             | 147                      | 優勝(6)                  |
| 2022/23                  | 3月24日                  | ラハティ                 | 130                      | 優勝(7)                  |
| 2023/24                  | 12月2日                  | リレハンメル             | 98                       | 優勝(8)                  |
| 2023/24                  | 1月14日                  | 札幌・大倉山             | 137                      | 優勝(9)                  |
| 2023/24                  | 1月19日                  | 蔵王                     | 102                      | 準優勝                   |
| 2023/24                  | 2月4日                   | ヴィリンゲン             | 147                      | 3位                      |

| 混合団体 | 混合団体 | 混合団体     | 混合団体 | 混合団体 | 混合団体                          |
| シーズン | 開催日   | 開催地       | HS       | 成績     | メンバー                          |
| -------- | -------- | ------------ | -------- | -------- | --------------------------------- |
| 2012/13  | 11月23日 | リレハンメル | 100      | 準優勝   | 伊藤有希 渡瀬雄太 髙梨沙羅 竹内択 |
| 2013/14  | 12月6日  | リレハンメル | 100      | 優勝     | 伊藤有希 伊東大貴 髙梨沙羅 竹内択 |

| 女子団体 | 女子団体 | 女子団体           | 女子団体 | 女子団体 | 女子団体                            |
| シーズン | 開催日   | 開催地             | HS       | 成績     | メンバー                            |
| -------- | -------- | ------------------ | -------- | -------- | ----------------------------------- |
| 2017/18  | 12月16日 | ヒンターツァルテン | 108      | 優勝(1)  | 伊藤有希 岩渕香里 勢藤優花 髙梨沙羅 |
| 2017/18  | 1月20日  | 蔵王               | 102      | 優勝(2)  | 岩渕香里 勢藤優花 伊藤有希 髙梨沙羅 |
| 2018/19  | 1月19日  | 蔵王               | 102      | 3位      | 伊藤有希 勢藤優花 岩渕香里 髙梨沙羅 |
| 2019/20  | 1月18日  | 蔵王               | 102      | 3位      | 伊藤有希 丸山希 髙梨沙羅 勢藤優花   |

### Raw Air Tournament（ローエアートーナメント）・フライングヒル
- 2023年ヴィケルスン大会（ ノルウェー）：3位[注釈 1]

### サマーグランプリ
- 通算 優勝1回 2位5回 3位7回（2019/20シーズン終了時）

| シーズン | 順位 | ポイント |
| -------- | ---- | -------- |
| 2012     | 12.  | 99       |
| 2013     | 16.  | 100      |
| 2014     | 5.   | 96       |
| 2015     | 2.   | 350      |
| 2016     | 4.   | 137      |
| 2017     | 5.   | 220      |
| 2018     | 4.   | 252      |
| 2019     | 27.  | 17       |

### コンチネンタルカップ
- 通算 優勝1回、2位1回、3位3回（2020/21シーズン終了時）

| シーズン | 順位 | ポイント |
| -------- | ---- | -------- |
| 2006/07  | 26.  | 169      |
| 2007/08  | 31.  | 95       |
| 2008/09  | 25.  | 134      |
| 2009/10  | 27.  | 120      |
| 2010/11  | 17.  | 292      |
| 2011/12  | 40.  | 29       |
| 2019/20  | 40.  | 80       |

### 国内大会
- 雪印メグミルク杯全日本ジャンプ大会 - 優勝（2012年、2014年）
- HBCカップジャンプ競技会 - 優勝（2009年、2014年、2015年、2019年、2021年、2023年）
- 北海道スキー選手権大会ジャンプ - 優勝（2007年、2012年）
- STVカップレディースジャンプ大会 - 優勝（2009年、2012年）
- UHB杯ジャンプ大会 - 優勝（2012年、2019年、2020年）
- 宮様スキー大会 - NH優勝（2011年、2015年、2017年）、LH優勝（2011年、2015年、2017年）
- TVh杯ジャンプ大会 - 優勝（2012年、2018年）
- HTBカップ女子スキージャンプ競技大会 - 優勝（2012年）
- 伊藤杯シーズンファイナル大倉山ナイタージャンプ大会 - 優勝（2012年、2015年、2016年、2017年）
- NHK杯ジャンプ大会 - 優勝（2017年、2018年、2022年）
- 札幌市長杯大倉山サマージャンプ大会 - 優勝（2008年、2009年、2012年、2020年）
- 札幌市長杯宮の森サマージャンプ大会 - 優勝（2009年、2013年）
- 名寄サンピラー国体記念サマージャンプ大会 - 優勝（2010年、2011年）
- チャレンジカップサマージャンプ大会 - 優勝（2020年）